# سانی گراهام
سانی گراهام (انگلیسی: Sonny Graham؛ زادهٔ ۱۰ ژوئن ۲۰۰۲) بازیکن فوتبال اهل بریتانیا است.
از باشگاه‌هایی که در آن بازی کرده‌است می‌توان به باشگاه فوتبال بولتون واندررز اشاره کرد.